# Mathieua galanthoides
Mathieua galanthoides är en amaryllisväxtart som beskrevs av Johann Friedrich Klotzsch. Mathieua galanthoides ingår i släktet Mathieua och familjen amaryllisväxter. Inga underarter finns listade i Catalogue of Life.